# Ravnice (Čabar)
Ravnice su naselje u Hrvatskoj u sastavu Grada Čabra. Nalaze se u Primorsko-goranskoj županiji. 

## Zemljopis
Sjeverozapadno je Brinjeva Draga, sjeverno-sjeveroistočno je Parg, sjeveroistočno su Makov Hrib, Prhutova Draga, Tropeti, Čabar i Gornji Žagari, istočno su Vrhovci, jugoistočno su Lazi, Tršće i Kraljev Vrh, južno-jugoistočno su Srednja Draga, Ferbežari i Selo, južno-jugozapadno su Crni Lazi.

## Stanovništvo
| broj stanovnika | 81    | 115   | 101   | 106   | 118   | 137   | 110   | 130   | 72    | 106   | 105   | 92    | 89    | 74    | 51    | 39    | 27    |
|                 | 1857. | 1869. | 1880. | 1890. | 1900. | 1910. | 1921. | 1931. | 1948. | 1953. | 1961. | 1971. | 1981. | 1991. | 2001. | 2011. | 2021. |